# Tolldreiste Kerle in rasselnden Raketen
Tolldreiste Kerle in rasselnden Raketen (Originaltitel Jules Verne’s Rocket to the Moon) ist eine britische Filmkomödie von Don Sharp aus dem Jahr 1967.

## Handlung
Der hochverschuldete US-amerikanische Zirkusdirektor Phineas T. Barnum flüchtet ins viktorianische England. Dort nimmt er an einer Vorlesung des deutschen Wissenschaftlers Siegfried von Bülow teil, der den revolutionären Sprengstoff „Bülovit“ erfunden hat.
Von Bülow diskutiert in seiner Vorlesung die Möglichkeit, mittels einer riesigen Kanone ein bemanntes Projektil bis auf den Mond zu schicken. Barnum ist von der Idee angetan und versucht Investoren aufzutreiben. Aufgrund enorm kostspieliger Experimente und eigenwilligen Finanzgebarens durch Harry Washington-Smythe hat Barnum mit ständigen Geldproblemen zu kämpfen. Zudem findet im Auftrag konkurrierender Staaten Spionage und Sabotage statt.
Das von Sir Charles Dillworthy entworfene Projektil hat einen kritischen Nachteil, denn es kann nicht auf die Erde zurückkehren. Barnum gerät nun an Gaylord Sullivan, einen Entwickler von Heißluftballons, der eine Lösung anbietet, dafür jedoch mit zum Mond reisen will. Dillworthy und sein Schwager Harry Washington-Smythe haben den Großteil der Geldmittel veruntreut und versuchen nun auch, das Projekt zu sabotieren. Madelaine kommt den beiden auf die Schliche, wird entführt, kann aber später entkommen. Sie erreicht die Startrampe, als Dillworthy und Washington-Smythe Sullivan aus dem Projektil werfen. Der russische Spion Bulgeroff schleicht sich an Bord, und es kommt zum unbeabsichtigten Start. Auf dem Mond angekommen, stellen die Reisenden fest, dass der Mond offenbar bereits von Russen bewohnt ist.

## Hintergrund
Der Film basiert lose auf dem Roman Von der Erde zum Mond von Jules Verne und wurde zu großen Teilen in den Ardmore Studios in der Republik Irland produziert.
Sowohl die englische als auch die deutsche Schnittfassung enthalten Szenen, die in der jeweils anderen nicht zu finden sind. Die ungekürzte Urfassung, die beiden als Grundlage diente, wäre ca. 10 min länger.

## Kritiken
Zwiespältig urteilt der Evangelische Film-Beobachter: „Leider schillert der Film – vom Drehbuch und von der Regie her – ein wenig. Der Klamauk hätte noch runder und der Jux noch größer sein können. Trotzdem: für alle.“ Zu einem ähnlichen Ergebnis gelangt das Lexikon des internationalen Films: „Im deutschen Verleihtitel auf den Erfolg von «Die tollkühnen Männer in ihren fliegenden Kisten» spekulierend, kommt der Film über durchschnittliche Unterhaltung nicht hinaus.“